# Aidachar
Aidachar (nombrado por aydahar, un mítico dragón kazajo) es un género extinto de pez actinopterigio teleósteo ictiodectiforme del Cretácico Superior de Kyzyl Kum, en Asia Central. Fue nombrado por Lev Nesov en 1981.  Al principio, él tentativamente describió el material fósil como fragmentos de mandíbula de un pterosaurio ctenocasmátido (un reptil volador), pero luego reinterpretó a Aidachar como un pez en 1986. La especie tipo es A. paludalis.